# Az aranyásó
Az aranyásó (che, tradotto letteralmente in italiano, sarebbe Il cercatore d'oro) è un film del 1914 diretto da Mihály Kertész.

## Distribuzione
Uscì nelle sale cinematografiche ungheresi il 23 marzo 1914. Gli venne dato il titolo internazionale in inglese Golddigger.